# Син-Коясу (станция)
Станция Син-Коясу (яп. 新子安駅 син коясу эки) — железнодорожная станция на линии Кэйхин-Тохоку расположенная в городе Иокогама префектуры Канагава. Станция была открыта 11 ноября 1943 года. На станции установлены автоматические платформенные ворота.

## Планировка станции
Одна платформа островного типа и 2 пути.
| 1 | ■Линия Кэйхин-Тохоку | Иокогама ・ Сакурагитё ・ Исого     |
| 2 | ■Линия Кэйхин-Тохоку | Цуруми ・ Кавасаки ・ Токио ・ Омия |

## Близлежащие станции
| «                   |                     | Линия               |                     | »                   |
| Линия Кэйхин-Тохоку | Линия Кэйхин-Тохоку | Линия Кэйхин-Тохоку | Линия Кэйхин-Тохоку | Линия Кэйхин-Тохоку |
| ------------------- | ------------------- | ------------------- | ------------------- | ------------------- |
| Цуруми              | Цуруми              | Local               | Хигаси-Канагава     | Хигаси-Канагава     |
| Цуруми              | Цуруми              | Rapid               | Хигаси-Канагава     | Хигаси-Канагава     |